# Zemětice

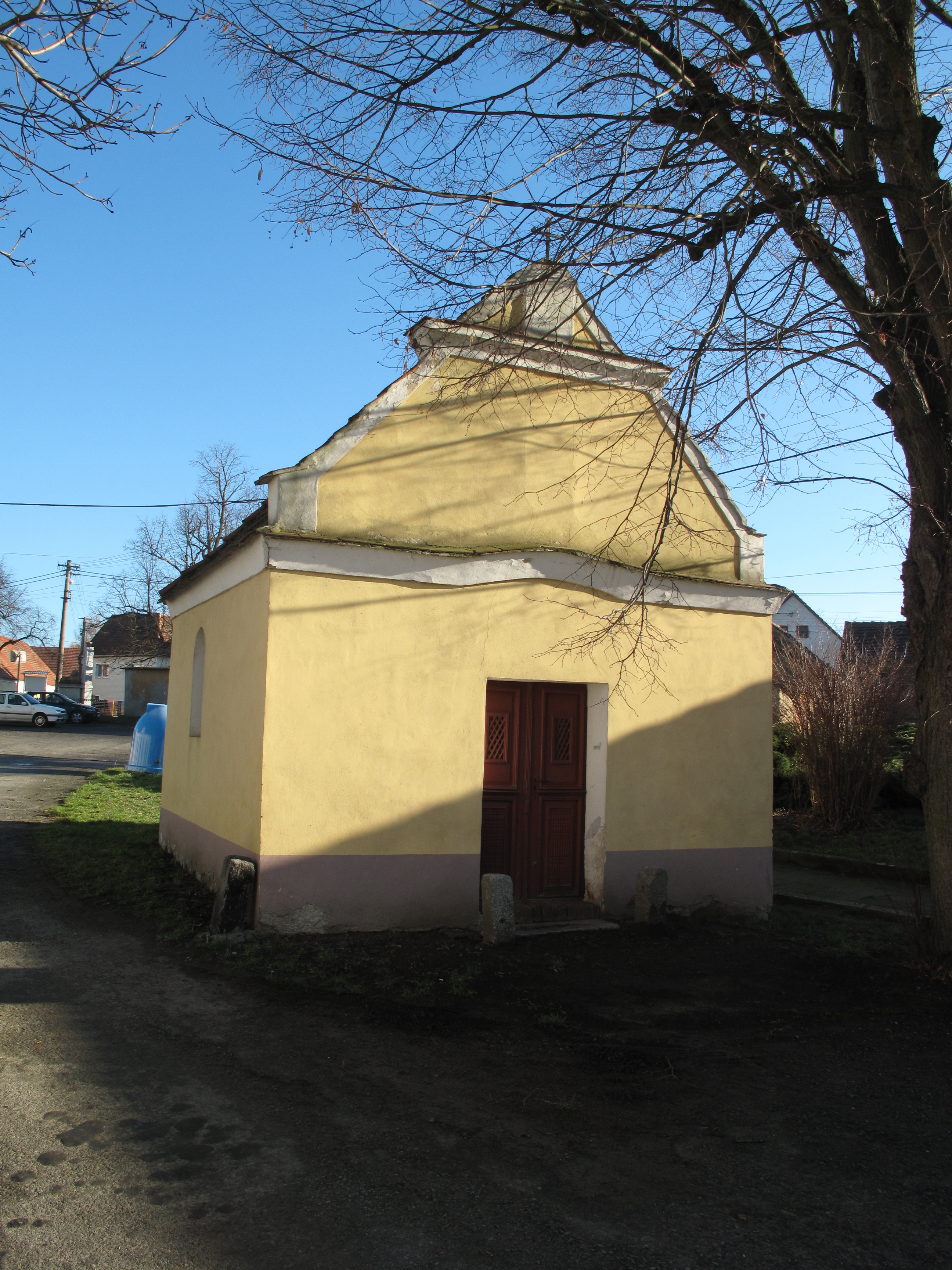
Kapelle in Zemetice (2015)

Zemětice (deutsch Semietitz, auch Zemetitz) ist eine Gemeinde mit 263 Einwohnern in Tschechien. Sie liegt elf Kilometer westlich von Přeštice an der Merklínka und gehört zum Okres Plzeň-jih.

## Geographie
Zemětice befindet sich in 375 m ü. M. im Tal der Merklínka im Pilsener Hügelland. Durch den Ort führt die Staatsstraße 182 zwischen Stod und Merklín. Der nordöstlich gelegene Stauweiher Dražský rybník dient als Badeteich.
Nachbarorte sind Čelákovy und Chalupy im Norden, Dolní Lažany im Nordosten, Soběkury im Osten, Merklín und Bijadla im Süden, Horní Kamenice, Dolní Kamenice und Vytůň im Westen sowie Holýšov im Nordwesten.

## Geschichte
Die erste schriftliche Erwähnung von Zemětice aus dem Jahre 1115 hat sich als Fälschung des Klosters Kladruby erwiesen. Dieser Zeitpunkt wird jedoch in einem echten Dokument aus dem Jahre 1239 bestätigt. Bis zum Jahre 1309 blieb das Dorf klösterlicher Besitz, dann erfolgte die Verpfändung an Břetislav von Riesenberg als Gegenleistung für dessen Schutz der Klostergüter um Přeštice. Später gelangte das Dorf als Pfand an die Chlumčanský auf Přestavlky. In dieser Zeit entstand eine Feste, die nach 1544 mit der Verlegung des Adelssitzes des Zikmund Chlumčanský nach Bijadla wüst fiel. Im 17. Jahrhundert wurde Zemětice Teil der Grundherrschaft Merklín. Nach der Ablösung der Patrimonialherrschaften wurde der Ort im Jahre 1850 eine selbstständige Gemeinde. 1920 lebten in dem Dorf 402 Menschen.

## Sehenswürdigkeiten
- Dorfplatz mit einem Ensemble klassizistischer Gebäudefassaden aus dem 19. Jahrhundert
- historischer Kornspeicher mit gewölbter Toreinfahrt
- Steinkreuz
- St.-Laurentius-Kapelle, klassizistischer Bau aus dem Jahre 1848
- Kapelle in Čelákovy
- Kapelle in Chalupy

## Gemeindegliederung
Zur Gemeinde Zemětice gehören die Ortsteile Čelákovy (Tschelaken) und Chalupy (Neuhäusel).